# Cratere Cypress
Cypress  è un cratere sulla superficie di Marte.